# Lugașu de Jos
Lugașu de Jos – wieś w Rumunii, w okręgu Bihor, w gminie Lugașu de Jos. W 2011 roku liczyła 1624 mieszkańców.